# Mefisztó-keringők zongorára
Liszt Ferenc négy Mefisztó-keringőt (S.514 és S.514a, S.515, S.215a és S.216, S.216b és S.696) írt zongorára. 
Mefisztó (Mephistopheles), a Faust-történet szereplője, az emberben meglévő gonosz, a rossz megtestesítője. Nem túlzás azt állítani, hogy Lisztet Mefisztó alakja jobban foglalkoztatta, mint a főhős Faust, a kortársak ezért is emlegették „abbénak öltözött Mefisztóként” az öreg komponistát. Liszt az első két keringőt eredetileg zenekarra komponálta, amelyekből zongoraátiratot is készített. A zenekari Első Mefisztó-keringő a Két epizód Lenau Faustjából című szimfonikus mű (1860) második tétele, a Második Mefisztó-keringő pedig 1881-es keltezésű önálló szimfonikus darab. A harmadik és a negyedik Mefisztó-keringő már eleve zongorára íródott 1883-ban és 1885-ben. Liszt a négy keringőn kívül írt még egy Mefisztó-polkát (S.217) és még egy Mefisztó-keringőt, ami Hangnem nélküli bagatell (S.216a) címen ismert.
Az első keringő Nikolaus Lenau irodalmi műve hatására született, és teljes mértékben a weimari Liszt stílusát viseli magán. A második Mefisztó-valcernél Liszt gyakorlatilag már elszakadt Lenautól, illetve az első keringőt inspiráló irodalmi programtól, és benne Mefisztó egyértelműen egyfajta zenei szimbólummá értékelődött át a komponista számára. A harmadik és negyedik Mefisztó-keringő Liszt élete végén keletkezett, mindkettőt zongorára írta, és mindkettő Liszt öregkori stílusának jellemző darabja.

## Első Mefisztó-keringő(S.514, S.514a)

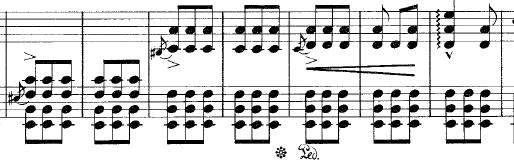
Az 1. Mefisztó-keringő kezdete

A Faust-témára Liszt először 1830-ban, Hector Berlioznál figyelt fel, aki az előző évben már írt egy Faust-kantátát (Huit scénes de Faust – Nyolc jelenet a Faustból), és szándékában volt egy további szimfónia komponálása is. Végül 1846-ban nem szimfóniát írt, hanem a La Damnation de Faust (Faust elkárhozása) című drámai legendát.
Lisztet is egész életében foglalkoztatta a Faust-történet. Az első ilyen szimfonikus darab vázlatait az 1840-es évek közepe felé jegyezte le, ebből született a Faust-szimfónia 1854-ben, weimari udvari karmester korában. A mű elvileg Goethe Faustja nyomán keletkezett volna, de Liszthez sokkal közelebb állt Nikolaus Lenau értelmezése, a romantikus, az elesett, majd megdicsőülő hős eszménye. 1860-ban komponálta, immáron tényszerűen Lenau költői műve nyomán Két epizód Lenau Faustjából című, kéttételes szimfonikus művét, amelynek második tétele (Der Tanz in der Dorfschenke) kapta a Mefisztó-keringő címet. A zenekari és a zongorára átírt változat nagyjából egyforma hosszú, zenei anyagukban sem sokban különböznek, de a zongoraváltozat befejezése a zenekari „hangosabb” verziónak felel meg. A zongoraváltozatot maga Liszt is gyakran műsorára tűzte, és a mai zongoristáknak is igen gyakori repertoárdarabja.
A Lenau-történet szerint Faust Mefisztó társaságában betér egy falusi kocsmába, ahol az ördögi hegedűs képében fellépő Mefisztó közreműködésével elcsábít egy parasztmenyasszonyt. A mű kompozíciós alapelve a variációs fokozás, alaphangneme A-dúr, és háromféle anyagból épül fel. A darab erőteljes ritmizálású kvintek halmazával indul, amiből kialakul a főtéma kezdete, a hangoló falusi muzsikusok képe. A főtéma a mély regiszterekben hangzik fel. A második téma Desz-dúrban, visszafogottabb tempóban szólal meg. A feszültség egyre fokozódik a téma két variációjával, majd a zene elcsöndesül, és a tovább fokozódó feszültséget a két téma szimultán szerepeltetése jelképezi. A főtéma, majd a második téma anyagából szőtt részek következnek, egyre nagyobb dinamikával, hogy a csúcsponton ismét elhalkuljon a zene. A zenekari darabhoz Liszt kétféle befejezést készített, az egyik hangos (ff), a másik halk (pp), költői verzió, a zongoraváltozat az (ff) szerint zárul.

## Második Mefisztó-keringő(S.515)
A Második Mefisztó-keringőt (S.111) Liszt Ferenc hetvenéves korában komponálta zenekarra. Ezt az egytételes darabot 1880 decemberében, Tivoliban, a Villa d’Estében komponálta, és januárban meghangszerelte. A kompozíciót 1881. március 9-én mutatták be a Vigadóban, a Filharmóniai Társaság zenekarát Erkel Sándor vezényelte. A fogadtatás tiszteletteljesen sikeres volt.
Liszt 1881-ben elkészítette a mű zongoraátiratát is, és ezt is, akárcsak a zenekari változatot, Camille Saint-Saënsnak dedikálta. Ebben a darabban már nyoma sincs a két évtizeddel korábbi, weimari stílusának, zenei nyelve erőteljesen megváltozott, annyira, hogy az időskori Liszt-darabokat a kortársak már nem is értették: Liszt Ferenc a zene értelmezésében, formálásában jócskán megelőzte korát. A Fővárosi Lapok például ezt írta beharangozóul: „Liszt Ferencnek egy kézirati szeszélyét mi fogjuk ma este először megismerhetni. Farsangi ötlet, mely tűnődésre vonz az iránt, hogy mért üldözi e papi maestro a művészetben is annyira a szegény ördögöt és poklát. A Dante-szimfóniában, a Gounod-valse-ban s a Lenau-féle Faust tavaly ismertetett csapszék-táncában eléggé feltárta már az ördög jellemtelenségeit, vigyorgásait, intrikus voltát, s amennyiben zenei kacskaringókkal lehetséges, még személyrajzát, tüzes sárkányleheletét, lólábát, szarvát és csóválgó farkát is, úgyhogy e zeneszerző képzelmét már eléggé láttuk e tárggyal foglalkozni. Ennek dacára megmutatta Liszt, hogy a csorvós talajon még virít a kék virág, s újra megtáncoltatja Mefisztót rettenetesen rengő ritmussal. […] írt egy második Mefisztó-keringőt, amely az elsőhöz képest terjedelemre és tartalomra nézve megcsappant, a hangszerelés gazdagságára nézve azonban, nemkülönben fitogtató disszonanciák tekintetében, túlhaladja az elsőt. Belső rend nincs benne, mint szinfoniai költeményeiben sem […]. Tetszés szerint ismételget egy zenei frázist, melyet nem közvetítve csatol egy másikhoz. A ritmus, az ütenyméret, hangnemek, s az időmérték elvesztik itt igazgató jelentőségüket; váltakoznak, felül-alul kerekednek, a megkergült Mefisztó pezsgő szenvedélyéhez képest, s elhangozva, azon nyugtalan, elégedetlen, kedélyüres helyzetben hagy bennünket, melyet a mesternek minden efféle vadregényes kalandműve után érzünk.”
Valóban, ez a Mefisztó szikárabb, fanyarabb, érdesebb, de ugyanúgy agresszív és félelmetes démon, és valóban, meglehetősen távol van a régi, a húsz évvel korábbi szellemes-világfi sátántól. A mű szerkezetileg három, majdnem teljesen egyforma hosszúságú szakaszra oszlik, formája A–B–A, alaphangneme Esz-dúr. A csendes kezdet ellenére azonnal félelmetesnek hat, mert megszólal benne a mefisztói tritónus. A kezdés után következő első (A) szakasz vad karakterű, majd egy generálpauza után következik a középrész (B), amely az öreg, megcsömörlött Mefisztó idézőjelbe tett epekedése (ne feledkezzünk meg a mű önarckép jellegéről!). Az első rész vad Mefisztó-témája vezet a befejező részhez.

## Harmadik Mefisztó-keringő(S.215a, S.216)
Liszt 1883-ban komponálta a Harmadik Mefisztó-keringőt – zongorára. A művet még ebben az évben kiadta a Fürstner kiadó, ajánlása pedig Marie Jaëllnek (1846–1925), a mester tehetséges zongoraművész tanítványának szólt. Lisztet ebben az időben már hidegen hagyták a sikerek, erre utal az a megjegyzése a darab kapcsán, amit másik tanítványa, Liszt életének krónikása, a karmester August Göllerich jegyzett fel: „Megmondom, mit írnak majd a kritikusok, ha ezt koncerten eljátssza. Azt fogják mondani: nagyon tehetséges fiatal hölgy, nagyon jó a technikája! – Csak kár, hogy ilyen vacak dolgokra adja a fejét. Hisz a komponista – úgy tetszik – még az összhangzattan és a zenei szerkesztés alapjait sem tanulta meg. Látszik ez mindjárt az indulásból is!”
Az új liszti zenei nyelvet alkalmazó darab szerkezetileg a két részes: A, B, A-variáns, B-variáns. Igazi liszti fricska a darab páros ütemezése: 4/4-ben, illetve 12/8-ban íródott (ne feledjük: keringőről van szó!). Az A rész négy témából épül. A darab kvart struktúrájú, tonalitás nélküli résszel kezdődik, majd a második szakasz kromatikusan ereszkedő moll-szextakkordokból épül. A harmadik a diabolikus szimbólumot hangsúlyozó rész, a negyedik pedig egy táncos jellegű, Fisz-dúr anyag. A B részben az előző, negyedik témát fejti tovább, a csúcspont után pedig a harmadik témából szövődik a szakasz. A záró rész zenei anyaga a bevezető témából épül, kvart szerkezetben, unisono oktávmenetekben fut. A gyorsuló, vad forgatag a kvartsor záró disz hangján fejeződik be.

## Negyedik Mefisztó-keringő(S.216b, S.696)
A zongorára komponált Negyedik Mefisztó-keringő (S.216b) 1885 márciusában született. A darab tulajdonképpen befejezetlennek számít, mert tudjuk, hogy Liszt tervezett még egy Andantino részt a zárás elé, de valamiért nem készült el vele. Ezért a kottáját nem is adta ki, az csak az 1984-es Új Magyar Liszt Kiadásban jelent meg. Ettől függetlenül a darab befejezettnek hat, előadható. A darab két részből áll, variált visszatéréssel. Két témából építkezik: az első egy erősödő, kalapáló, démoni hatású, inkább staccato, unisono anyag, a másik egy csábos, 6/8-os ritmusú, a végén 2/4-es lüktetésűvé váló anyag. Ez a második téma némiképp hasonlít az Első Mefisztó-keringő témájára. A darab végén felhangzó rész Bartók Béla allegro barbarós ritmuszenéjére emlékeztet.